# Zinswucher
Zinswucher ist im Finanzwesen ein wucherisches Rechtsgeschäft, das deutlich überhöhte Zinsen im Vergleich zum aktuellen üblichen Marktzins zum Inhalt hat und deswegen nichtig ist.

## Etymologie
Der lateinische Ausdruck für Zins (lateinisch usura aus lateinisch usus, „Gebrauch“) deutet auf die Vergütung des Kreditgebers für die Gebrauchsüberlassung des Kapitals hin. Das Wort Wucher kommt aus dem germanischen Wortstamm wokaraz, was so viel bedeutet wie „Ertrag erschließen, vermehren“. Es beschrieb jede Art von Ertrag, nämlich Ernteerzeugnisse oder Früchte der menschlichen Arbeit. Im Mittelhochdeutschen gewann beim Wucher die Bedeutung für „Zins“ erkennbar an Gewicht. In Martin Luthers Bibelübersetzung (Lutherbibel) vom September 1522 sind Zins und Wucher gleichgestellt.

## Allgemeines
Das Bürgerliche Gesetzbuch (BGB) enthält keine Bestimmungen über die zulässige Höhe des vereinbarten Zinses, also etwa des Vertragszinses bei Krediten. Damit hat sich das deutsche Zivilrecht im Rahmen der Vertragsfreiheit auch für die Zinsfreiheit entschieden.
Diese grundsätzliche Gestaltungsfreiheit von Verträgen erfährt durch die Generalklausel des § 138 Abs. 1 BGB („Sittenwidrigkeit“) eine Einschränkung. Auch Kreditverträge unterliegen der richterlichen Inhaltskontrolle. Die gesetzliche Vorschrift über die Sittenwidrigkeit ist eine durch Gerichte ausfüllungsbedürftige Generalklausel, unter die auch überhöhte Zinsforderungen subsumiert werden. Wucher wiederum ist ein besonders schwerer Sonderfall von Sittenwidrigkeit. Liegt mithin Wucher nicht vor, ist jedoch Sittenwidrigkeit nicht auszuschließen.

## Geschichte
Der Zinswucher ist so alt wie der Zins. Zunächst befassten sich Gesetze und danach auch Religionen mit dem Wucherzins. Der Codex Hammurapi aus dem 18. Jahrhundert v. Chr. erlaubte den Zins, bei Nichtzahlung drohte die Schuldknechtschaft. Im Gesetz von Hammurapi I. fehlten jedoch Bestimmungen über Zinswucher; aus den Urkunden geht lediglich ein allgemeiner Höchstzins von 20 %, bei Getreide von 33 % hervor, bei Spekulationen stiegen die Zinsen bis 66 %.
Wucherer veranlassten Solon 550 v. Chr. in Griechenland, den Höchstzins auf 12 % zu beschränken. Vor dem Zwölftafelgesetz um 450 v. Chr. kannte das römische Recht kaum Hinweise auf Höchstzinsen. Im Jahre 347 v. Chr. halbierte man den Höchstzins im Zwölftafelgesetz auf 6 % (lateinisch fenus uniciarium). Vom Zwölftafelgesetz berichtete Tacitus in seinen Annales, dass der Höchstzins „unzenweise“ festgesetzt werde. Hierunter verstand er 1/12 des Kapitals. Lucius Genucius Aventinensis setzte 342 v. Chr. ein erstes Zinsverbot durch. Cicero hielt einen Höchstzins von 12 % für „etwas wucherisch“.
Im Jahre 528 n. Chr. gab es unter Justinian I. einen Höchstzins für Senatoren (lateinisch personae illustriales) von 4 %, für Kaufleute 8 % und für alle übrigen von 6 %. Während das ältere römische Recht den Zinswucher (lateinisch usura mordens) mit der Erstattung des vierfachen Betrags (lateinisch poena quadrupli) bestrafte, kannte das neuere römische Recht als Strafe die Verleumdung (lateinisch infamia iuris) des Wucherers. Verstöße machten die Wuchergeschäfte nicht unwirksam, die Wucherbekämpfung fand durch persönliche Strafen (lateinisch poenale sanctiones) statt. Im Jahre 698 a. u. c. kamen zwei zyprische Abgeordnete der Stadt Salamis nach Rom, um dort im Auftrag ihrer Stadt Geld in Höhe von 1000 Talenten zu leihen. Marcus Iunius Brutus vermittelte ihnen zwei Kreditgeber, die jedoch 48 % Zins verlangten. Als sich die Stadt nach 6 Jahren weigerte, die hohen Zinsen wegen eines bestehenden gesetzlichen Höchstzinses von 12 % zu zahlen, entschied Marcus Tullius Cicero, dass die Stadt lediglich die 12 % nebst Anatozismus zahlen müsse.
Die Erfahrungen mit dem Zins fielen also nicht immer positiv aus, denn sein exponentielles Wachstum – insbesondere beim Zinseszins – konnte die Schuldner ausbeuten und in den Ruin treiben. Mit Höchstzinsen versuchten die Regierungen, dieses Zinsrisiko für den Schuldner zu begrenzen oder durch Zinsverbote ganz auszuschließen. Dort, wo ein generelles Zinsverbot herrschte, war der Zinswucher kein Thema. Den Christen drohte bei Zinswucher im Jahre 1179 das Versagen von Beichte und Abendmahl, ab 1274 sogar die Exkommunikation. Um 1256 ließ in Frankreich Ludwig IX. 150 wucherische Geldwechsler aus Asti verhaften und beschlagnahmte von ihnen 800.000 Livres. Die Kirche verurteilte den Zinswucher als eine besondere Form des Raubes, weil sie allein die Arbeit für wertschaffend, das Geld jedoch für unfruchtbar erklärte. Das kanonische Recht verbot jeden Zins als Wucher, was jedoch zunächst keinen Eingang in das deutsche Recht fand. Es lehnte sich vielmehr an das römische Recht an und bezeichnete jede Überschreitung des gesetzlichen Höchstzinses als Wucher.
Die Übersetzung zu Dtn 23,20  „Du sollst nicht wuchern, weder mit Geld noch mit Speise“ stammt aus der im September 1522 von Martin Luther zu Zeiten des Zinsverbots erstellten Bibelübersetzung, so dass man damals unter „Wuchern“ den Zins selbst verstand. Der Prophet Ezechiel verbietet Wucher und stellt ihn mit anderen Straftaten gleich: „Bei dir lässt man sich bestechen und vergießt dadurch Blut. Du nimmst Zins und treibst Wucher und erpresst deinen Nächsten“ Ez 22,12 . Erstmals erklärte deshalb die Reichspolizeiordnung (RPO) aus dem Jahre 1530 den Darlehnszins für verbotenen Wucher (Titel 26 RPO). Danach schrieb die RPO von 1548 einen Höchstzins von 5 % fest, die RPO aus 1577 drohte den Verlust von 25 % des Kredits (Art. 1577 Titel 17, § 8/§ 9 RPO) an. Als 1571 in England unter Elisabeth I. das Zinsverbot fiel, unterschied die Umgangssprache erstmals zwischen dem normalen Zins (englisch interest) und dem Wucherzins (englisch usury). Der Engländer Thomas Wilson schrieb 1572 einen Diskurs gegen den Wucher, weil dieser „die Quellen der Wohltätigkeit und Gerechtigkeit austrocknet“. Er reagierte hiermit auf seine erfolglosen Versuche vor dem Parlament, das geplante Wuchergesetz zu verschärfen. Das Parlament beschloss 1571 ein Wuchergesetz (englisch An Act against Usury), das Zinswucher bei einem höheren Zins als 10 % unter Strafe stellte. Ein weiteres Wuchergesetz von 1624 löste das alte Gesetz ab und galt bis 1822.
Sachsens Johann Georg I. verschärfte 1626 die Strafe auf den vollständigen Kreditverlust, Inquisition und Verweisung des Landes. In Österreich kam inzwischen das erste Gesetz gegen Wucher am 15. Juli 1589 und ein zweites am 11. September 1628 heraus, beide stellten klar, dass „alle und jede wucherlichen Contracte und Handlungen ernstlich und bei hoher Strafe verboten“ sind. Das deutsche Reichsgericht betrachtete 1654 das Nehmen mäßiger Zinsen als statthaft. In Lothringen bestrafte eine Ordonnanz von 1724 den Zinswucher mit dem doppelten an den Schuldner zu zahlenden Kapitalbetrag.
Erst durch Papst Benedikt XIV. kam es 1745 zu einer wesentlichen Lockerung des kanonischen Zinsverbotes. Maria Theresia legte 1751 das erste umfassende Patent gegen Wucher vor. Das Allgemeine Preußische Landrecht (APL) vom Juni 1794 befasste sich eingehend mit Wucherfragen und stellte klar, dass „höhere Zinsen, als die Gesetze verstatten, können rechtsgültiger Weise weder versprochen noch gegeben werden“ (II 20, § 1271 APL). In Österreich trat am 2. Dezember 1803 ein Wucherpatent in Kraft, so dass das österreichische ABGB vom Juni 1811 in § 1000 ABGB auf die bestehenden Wuchergesetze verweisen konnte. Doch bereits 1866 setzte man das Wucherpatent wieder außer Kraft. 1881 stellte das Gesetz den „Kreditwucher“ unter Strafe. Der französische Code Napoléon (Art. 1382, 1383 CC) und Art. 3 des Wuchergesetzes vom September 1807 gab den Schuldnern das Recht, wucherische Zinsen zurückzuverlangen.
Der Jurist Friedrich Adolph Schilling definierte im Jahre 1846: „Jede Überschreitung der gesetzlichen Beschränkungen der Zinsen heißt Wucher“. Doch bereits 1848 entfielen in Deutschland sämtliche Zinsbeschränkungen, so dass keine feststehende Wuchergrenze mehr bestand. Im Juni 1880 führte das deutsche Strafrecht mit § 302a StGB den Straftatbestand des Wuchers ein und präsentierte erstmals einen materiellen Wucherbegriff, nämlich dem „auffälligen Missverhältnis“ und der „Ausbeutung der Notlage, des Leichtsinns oder der Unerfahrenheit“. Die Motive für das geplante BGB plädierten 1888 für die Zinsfreiheit: „(Fast) in allen europäischen Staaten … ist heutzutage das Prinzip der Zinstaxe [Höchstzins; d. Verf.] mit dem Prinzipe der Zinsfreiheit vertauscht … Kein Anlass liegt vor, dieses Prinzip zu ändern …“. Das im Januar 1900 in Kraft getretene BGB entschied sich für die Vertragsfreiheit und damit für die Zinsfreiheit. Letztere bedeutet das Fehlen von zwingenden Zinsschranken und Zinshöchstgrenzen. Daher kennt das BGB nur wenige Zinsschranken (Basiszinssatz als Bezugswert, allgemeines Zinseszinsverbot außer bei Kreditinstituten und dem Kontokorrent). Der Zinswucher ist hier rechtlich eine Unterart des Wuchers. Das englische Wuchergesetz (englisch Money-lenders Act) trat im 1900 in Kraft und stellte gewerblichen Wucher unter Strafe; er galt bis 1927.
Seit 1915 enthält in Österreich § 879 ABGB wieder eine Wucherbestimmung. Seit Januar 1937 gab es in Deutschland eine staatliche Zinsreglementierung, die mit Hilfe der „Zinsverordnung“ den Kreditinstituten im „Sollzinsabkommen“ Höchstzinssätze vorschrieb, die im Kreditgeschäft nicht überschritten und im „Habenzinsabkommen“ beim Einlagengeschäft maximal vergütet, aber auch unterschritten werden durften. Diese Zinsverordnung endete im April 1967. Im August 1983 gab es im Bundestag einen „Entwurf eines Gesetzes zur Änderung des Bürgerlichen Gesetzbuches“, der mit § 138 Abs. 3 BGB einen eigenständigen Nichtigkeitstatbestand für wucherische Kreditverträge einführen sollte; er ist nicht umgesetzt worden.

## Rechtsfragen
In Deutschland ist Zinswucher kein in Gesetzen vorkommender Rechtsbegriff. Vielmehr ist er eine Unterart des Wuchers aus § 138 Abs. 2 BGB, einem unbestimmten Rechtsbegriff. Zinswucher muss auch diejenigen Voraussetzungen erfüllen, die allgemein für Wuchergeschäfte gelten. Zinswucher ist ein Darlehen, bei dem wucherische Zinsen ausbedungen sind. Wann ein Zinssatz wucherisch ist, bestimmt sich stets nach dem Einzelfall. Zinswucher kann entweder ein Fall der Sittenwidrigkeit (§ 138 Abs. 1 BGB) oder des Wuchers (§ 138 Abs. 2 BGB) sein.
Für ein wucherähnliches Kreditgeschäft ist nach der gefestigten Rechtsprechung des Bundesgerichtshofs (BGH) erforderlich, dass die Gesamtwürdigung des Darlehensvertrages ein sittenwidriges Ausbeutungsgeschäft ergibt. Dabei müssen folgende objektive und subjektive Voraussetzungen kumulativ erfüllt sein:
- Es muss ein auffälliges Missverhältnis zwischen der Gesamtleistung des Kreditgebers und der Gesamtbelastung des Kreditnehmers bestehen (objektives Merkmal) und
- die Vertragsgestaltung muss geeignet sein, den Kreditnehmer einseitig in besonderer Weise zu belasten; das gilt insbesondere für die auferlegten Kreditkonditionen (objektives Merkmal) und
- der Kreditnehmer lässt sich nur wegen seiner wirtschaftlich schwächeren Lage, Rechtsunkundigkeit oder Geschäftsungewandtheit auf den ihn übermäßig belastenden Vertrag ein, der Kreditgeber erkennt dies oder verschließt sich dieser Kenntnis leichtfertig (subjektives Merkmal).

### Missverhältnis und Vertragsgestaltung
In § 138 Abs. 2 BGB ist zunächst von einem „auffälligen Missverhältnis“ von Leistung (Kreditgewährung) und Gegenleistung (Zinszahlung) die Rede. Dieser unbestimmte Rechtsbegriff wurde durch die Rechtsprechung des BGH präzisiert. Danach liegt Zinswucher vor, wenn der verlangte Zinssatz doppelt so hoch ist wie der vergleichbare Marktzins (also beispielsweise 8 % gegenüber einem Marktzins von 4 %; die relative Zinsdifferenz beträgt dabei 100 %). Da in Hochzinsphasen die relative Überschreitung immer mehr absinkt, je höher der Marktzins ist, andererseits die Refinanzierungskosten des Kreditinstituts aber nicht in gleichem Maße mit steigen, ist diese Regelung jedoch unbefriedigend; denn die absolute Zinsdifferenz kann bereits dann schon wucherisch sein, wenn die relative Zinsdifferenz noch nicht das Doppelte erreicht hat (also beispielsweise 29 % gegenüber 16 %; relative Zinsdifferenz hier 81,25 %). Deshalb hatte der BGH im März 1990 entschieden, dass ein Unterschied zwischen dem vereinbarten Zins und dem Marktzins von mindestens 12 Prozentpunkten p. a. wucherisch ist. Demgemäß ist ein auffälliges Missverhältnis zwischen Leistung und Gegenleistung regelmäßig zu bejahen, wenn der effektive Vertragszins den effektiven Vergleichszins relativ um rund 100 % oder absolut um 12 Prozentpunkte übersteigt. Dies gilt nicht nur für den Konsumkredit, sondern gleichermaßen auch für Unternehmensfinanzierungen.
Notwendig zur Ermittlung wucherischer Zinsangebote ist regelmäßig ein Vergleich zwischen dem effektiven Jahreszins und dem marktüblichen Zins. Ergibt sich aus alledem, dass Zinswucher vorliegt und eine besonders einseitige Belastung für den Kreditnehmer entstehen würde, handelt es sich um unseriöse Angebote, die zu nichtigen Verträgen führen. Zinswucher ist darüber hinaus auch eine strafbare Handlung (§ 291 Abs. 1 Nr. 2 StGB; Kreditwucher).

### Geschäftliche Unerfahrenheit
Neben den wucherischen Zinsen und der Vertragsgestaltung müssen die so genannten subjektiven Ausbeutungstatbestände erfüllt sein. Zu dieser Fallgruppe nichtiger Kreditvermittlungen und Kreditverträge gehören die geschäftsunerfahrenen oder rechtsunkundigen Kreditbewerber. Diese können die sich auf dem Kreditmarkt bietenden Kreditmöglichkeiten häufig nicht überschauen und einschätzen. Es handelt sich um einen nicht-kaufmännischen Personenkreis, der die ungünstigen Kreditbedingungen nicht in ihrer vollen Bedeutung erfassen oder sie jedenfalls nicht hinreichend bedenken kann. Wenn ein Kreditbewerber nicht in der Lage ist, einzuschätzen, dass ein tilgungsfreier Kredit in Kombination mit einer Lebensversicherung wirtschaftlich ungünstiger ist als ein marktüblicher Ratenkredit mit Restschuldversicherung, dann ist er besonders geschäftsunerfahren. Aus der Bürgschaftsrechtsprechung des BGH kann abgeleitet werden, dass Geschäftsunerfahrenheit sowohl aus dem Ausbildungsstand als auch aus der beruflichen Sphäre herrühren kann. Geschäftserfahren sind demnach Geschäftsführer, Mehrheitsgesellschafter einer GmbH und Komplementäre sowie mehrheitlich beteiligte Kommanditisten einer KG, weil sie beruflich mit kaufmännischen Fragen betraut sind. Das gilt auch für kaufmännische Angestellte, die beruflich mit Geld- oder Zinsfragen beschäftigt sind. Rechtsunkundig sind Verbraucher, wenn ihnen einzelne gesetzliche Bestimmungen nicht geläufig sind oder sich deren Bedeutung im Einzelfall nicht erschließt. Der rechtsunkundige und geschäftsunerfahrene Kreditnehmer kann die mit einem Kreditvertrag übernommenen Risiken und Belastungen nicht beurteilen.
Wenn Kreditinstitute oder Kreditvermittler diese geschäftliche Unerfahrenheit oder mangelnde Rechtskenntnisse ihrer Kreditbewerber rücksichtslos zum eigenen Vorteil ausnutzen oder sich leichtfertig der Kenntnis verschließen, sind die Verträge wegen Sittenwidrigkeit nichtig (§ 138 Abs. 2 BGB). Das gilt auch, wenn eine Bank die schwächere wirtschaftliche Lage des Kreditnehmers bei der Festlegung der Vertragsbedingungen bewusst zu ihrem Vorteil ausgenutzt hat oder sich jedenfalls aber leichtfertig der Erkenntnis verschlossen hat, dass sich der Kreditnehmer nur aufgrund seiner wirtschaftlich schwächeren Lage auf die Bedingungen eingelassen hat.

### Zinsen und Gebühren
Für die Beurteilung der Frage, ob Zinswucher vorliegt, spielt die Bemessungsgrundlage eine wichtige Rolle. Bei Wucherfragen steht der Effektivzins im Vordergrund, der auch alle preisbestimmenden Kosten und Nebenleistungen nach § 16 Abs. 3 Preisangabenverordnung beinhaltet, auch Kreditvermittlungskosten, soweit diese nicht ausschließlich im Interesse des Kreditschuldners entstanden sind. Dazu gehören außer dem Nominalzinssatz auch Auszahlungskurs (Disagio), Bearbeitungsgebühren, Tilgungssatz, -beginn und -höhe sowie Zins- und Tilgungsverrechnungstermine, nicht jedoch etwa Bereitstellungszinsen. Bemessungsgrundlage für den Zinswucher ist somit der „effektive Jahreszins“, der die jährlichen und auf die nominale Kredithöhe bezogenen Kosten von Krediten beziffert.

## Vergleich zum marktüblichen Zins
Die Vielzahl von Zinsarten, Kreditarten und Kreditlaufzeiten erschwert die Ermittlung eines marktüblichen Zinssatzes. Deshalb hatte der BGH den von der Deutschen Bundesbank in ihren Monatsberichten veröffentlichten Schwerpunktzins als wichtigen Vergleichsmaßstab bei Zinswucherfragen bezeichnet und herangezogen. Danach sei der Schwerpunktzins ein geeigneter Vergleichsmaßstab, auch bei Teilzahlungskrediten. Seither wurden die vertraglich vereinbarten Effektivzinsen dem Schwerpunktzins gegenübergestellt, was von den erstinstanzlichen Gerichten von Amts wegen zu erheben war.
Durch den Übergang der Kompetenzen auf die Europäische Zentralbank, die diesen Schwerpunktzins nicht mehr berechnet, ist ein wichtiger Referenzzinssatz für die gerichtliche Ermittlung wucherischer Zinsen entfallen. Seit Januar 2003 wird die EWU-Zinsstatistik geführt. Diese bietet einen Durchschnittszins für „Konsumentenkredite an private Haushalte mit anfänglicher Zinsbindung von über einem bis fünf Jahre“ als Vergleichsmaßstab an. Er bezieht jedoch keine Bearbeitungsgebühren mehr ein (wie dies beim Schwerpunktzins der Fall war) und liegt etwa 40 % unterhalb des Schwerpunktzinses. Die neue Vergleichsgrundlage ist unadjustiert nicht geeignet, die Funktion des ehemaligen Schwerpunktzinses als Referenz für marktübliche Zinsen zu übernehmen.
Nicht nur die eigentliche Zinslast, sondern auch zusätzlich erhobene Kosten werden vom BGH bei der Ermittlung einbezogen. Mit Restschuldversicherungen wird das Rückzahlungsrisiko gegen Tod oder Erwerbsunfähigkeit abgesichert. Der Abschluss einer solchen Versicherung bringt beiden Vertragsparteien einen Vorteil, weil sie ihre jeweiligen wirtschaftlichen Risiken eines vertraglichen Scheiterns mindern. Der BGH hält es deswegen für sachgerecht, die Prämien des Kreditnehmers zur Hälfte in die Gesamtbelastung mit einzubeziehen. Zudem werden auch „leistungsfremde“ Kosten wie etwa die Antragsgebühr berücksichtigt. Sie stellen an sich keine Zinsen oder sonstigen Entgelte für die Kapitalüberlassung dar; für den BGH ist jedoch entscheidend, dass sie den Kreditnehmer in gleicher Weise wie Zinsen belasten und dass der Kreditgeber sie außerdem in das Entgelt für die Kapitalnutzung (also den Zins) mit einbeziehen könnte. Da es letztlich von der Vertragsgestaltung abhängt, wie diese Kosten ausgewiesen sind, bezeichnet sie der BGH als „austauschbar“. Auch die Kreditvermittlungskosten werden in die Gesamtbeurteilung einbezogen, weil sie im überwiegenden Interesse der darlehensgewährenden Kreditinstitute liegen.

## Rechtsfolgen
Rechtsfolge der Sittenwidrigkeit oder des Wuchers ist die Nichtigkeit des Kreditvertrages. Der betroffene Kreditvertrag entfaltet keinerlei Rechtswirkung. Der Kreditnehmer kann sich jederzeit auf die Nichtigkeit berufen und braucht für die Zeit der Kapitalnutzung keinen Kreditzins zu entrichten, insbesondere auch keinen Kreditzins in marktüblicher Höhe und auch keinen gesetzlichen Zinssatz; das empfangene Kapital ist zurückzuerstatten, jedoch nur im Rahmen der vertraglichen Rückzahlungsfristen. Wurde eine Restschuldversicherung abgeschlossen, hat die Bank Anspruch auf Erstattung der Hälfte der Restschuldversicherungsprämie, da eine Restschuldversicherung auch bei Nichtigkeit des Vertrages für den Darlehensnehmer einen vermögenswerten Vorteil bringt.

## International
In Österreich fällt der Zinswucher unter die allgemeine Wuchervorschrift des § 879 Abs. 2 Nr. 4 ABGB. Nach § 1 Wuchergesetz vom Oktober 1914 sind alle wucherischen Verträge nichtig, also auch Zinswucher. Wucher ist dort nach § 155 ÖStGB unter Strafe gestellt. In der Schweiz sollten Missbräuche im Zinswesen allein durch das kantonale Recht verhindert werden. Deshalb setzten die Kantone den Vorbehalt von Art. 73 Abs. 2 OR teilweise in kantonale Wuchertatbestände um. Bei missbräuchlichen Zinssätzen können Sittenwidrigkeit (Art. 20 OR) und eine Anfechtung wegen Übervorteilung (Art. 21 OR) in Betracht kommen. Die Übervorteilung wurde erst 1911 in das OR eingefügt. Die Wuchergrenze lag seit 2003 für Konsumkredite bei 15 %, sie liegt seit Juli 2016 bei 10 % (Art. 14 KKG). Höhere effektive Zinsen führen zur Nichtigkeit des Kreditvertrags. Für das Hypothekendarlehen hält zudem Art. 795 ZGB fest, dass die Kantone in eigener Kompetenz Höchstzinssätze festlegen können.
In Frankreich kennt man im Code civil (CC) die Übervorteilung (französisch lésion; Art. 1118 CC). Das verzinsliche Darlehen ist in Art. 1905 ff. CC geregelt. Der Zins kann durch Gesetz oder Vertrag geschuldet werden. Der gesetzliche Zins wird auch der Höhe nach gesetzlich festgelegt (Art. 1907 CC). Der vertragliche Zinssatz darf den gesetzlichen jedoch übersteigen (Art. 1907 CC). Sondervorschriften enthält das Verbraucherkreditgesetz (französisch Code de la Consommation, Livre III: Endettement). Italien erklärt Wucherzinsen nach Art. 1815 Abs. 2cc Codice civile für nichtig, der Kreditnehmer erhält hierdurch einen zinslosen Kredit. In England regelt das Gesetz über unfaire Vertragsbedingungen (englisch Unfair Contract Terms Act) aus 1977 lediglich Freizeichnungsklauseln, zwei Spezialvorschriften bekämpfen den Wucherzins als sittenwidriges Geschäft und den wucherischen Verbraucherkredit.
In Großbritannien ist Zinswucher nicht strafbar. So bot etwa die Kaufhauskette BrightHouse ihren Kunden einen Zinssatz von 99,9 % an. Diese Praxis hat jedoch im Rahmen der Paradise Papers internationales Aufsehen erregt, da unter anderem die britische Königin Elisabeth II. über Briefkastenfirmen an diesem Unternehmen beteiligt war.